# Mitsuo Ogasawara
Mitsuo Ogasawara (Morioka, Prefectura d'Iwate, Japó, 5 d'abril de 1979) és un futbolista japonès.

## Selecció japonesa
Mitsuo Ogasawara va disputar 53 partits amb la selecció japonesa.